# Panzerwerfer
Panzerwerfer 42 (SdKfz 4 nebo SdKfz 4/1) bylo německé německé pásové vozidlo firmy Opel, na kterém byl umístěn raketomet Nebelwerfer 41, resp. Panzerwerfer 42.
Jednalo se o zmodifikovaný vůz Opel Maultier ("Maultier" = "mula"), z jehož podvozku byla odstraněna kabina osádky a byl zde instalován raketomet. Na první typy strojů byly instalovány 6 hlavňové raketomety Nebelwerfer 41, které byly nahrazeny 10 hlavňovými raketomety Panzerwerfer 42. Kromě toho se experimentovalo ještě s dalším typem samohybného raketometu, který měl možnost odpálit z kolejnicové vodicí konstrukce 24 raket ráže 80 mm. Celkem bylo vyrobeno asi 300 kusů těchto strojů všech verzí

## Technická data raket
- Délka rakety 979 mm
- Váha rakety: 35 kg
- Druh hlavice: tříštivo trhavá
- Hmotnost hlavice: 2,5 kg
- Účinný dostřel: 7 060 m